# Soevorovmuseum (Sint-Petersburg)
Het Soevorovmuseum (Russisch: Музей Суворова) in de Russische stad Sint-Petersburg is een militair museum dat in het teken staat van de Russische generaal Aleksandr Soevorov (1729-1800). De oprichting vond plaats in 1904.

## Geschiedenis
Het museum werd in 1904 opgericht met goedkeuring van tsaar Nicolaas II, die in 1901 de opdracht had gegeven om een museum te wijden aan Soevorov. In 1898 was er begonnen met het inzamelen van geld. De officiële opening was in 1904 op 24 november: de geboortedag van Soevorov. Architect Alexander von Gogen ontwierp het gebouw met hulp van Hermann Grimm. Het gebouw is gebouwd in de vorm van een versterkte stadskern.
Vanwege de revolutie in 1917 sloot het museum de deuren. In de jaren dertig was in het gebouw het luchtmachtmuseum Aeromuzei gevestigd. In 1943 werd het gebouw getroffen door een bom om in 1951 weer geopend te worden - de nadruk verschoof daarbij van biografisch naar militair-historisch museum. In 1991 kwam de persoon van Soevorov echter weer meer centraal te staan, waarbij het museum officieel het Staatsherdenkingsmuseum van Alexander Soevorov genoemd werd.

## Collectie
In het Soevorovmuseum zijn onder meer wapens en uniformen te zien die stammen uit de tijd waarin Soevorov zijn veldslagen leverde. Daarnaast bezit het de grootste tinnensoldaatjesverzameling van Rusland; de verzameling bevat er ongeveer zestigduizend. Het museum toont ook banieren, maquettes, panorama's met reconstructies van historische veldslagen en heeft een bibliotheek met 20.000 boeken over militaire geschiedenis.
Aan de buitenkant van het gebouw zijn twee mozaïeken aangebracht met hierop afgebeeld Soevorovs trektocht door de Alpen en de voorbereiding van de militaire campagne naar Italië in 1799.
In 1988-1998 werd de collectie aangepast en onderging het gebouw een renovatie.

## Galerij

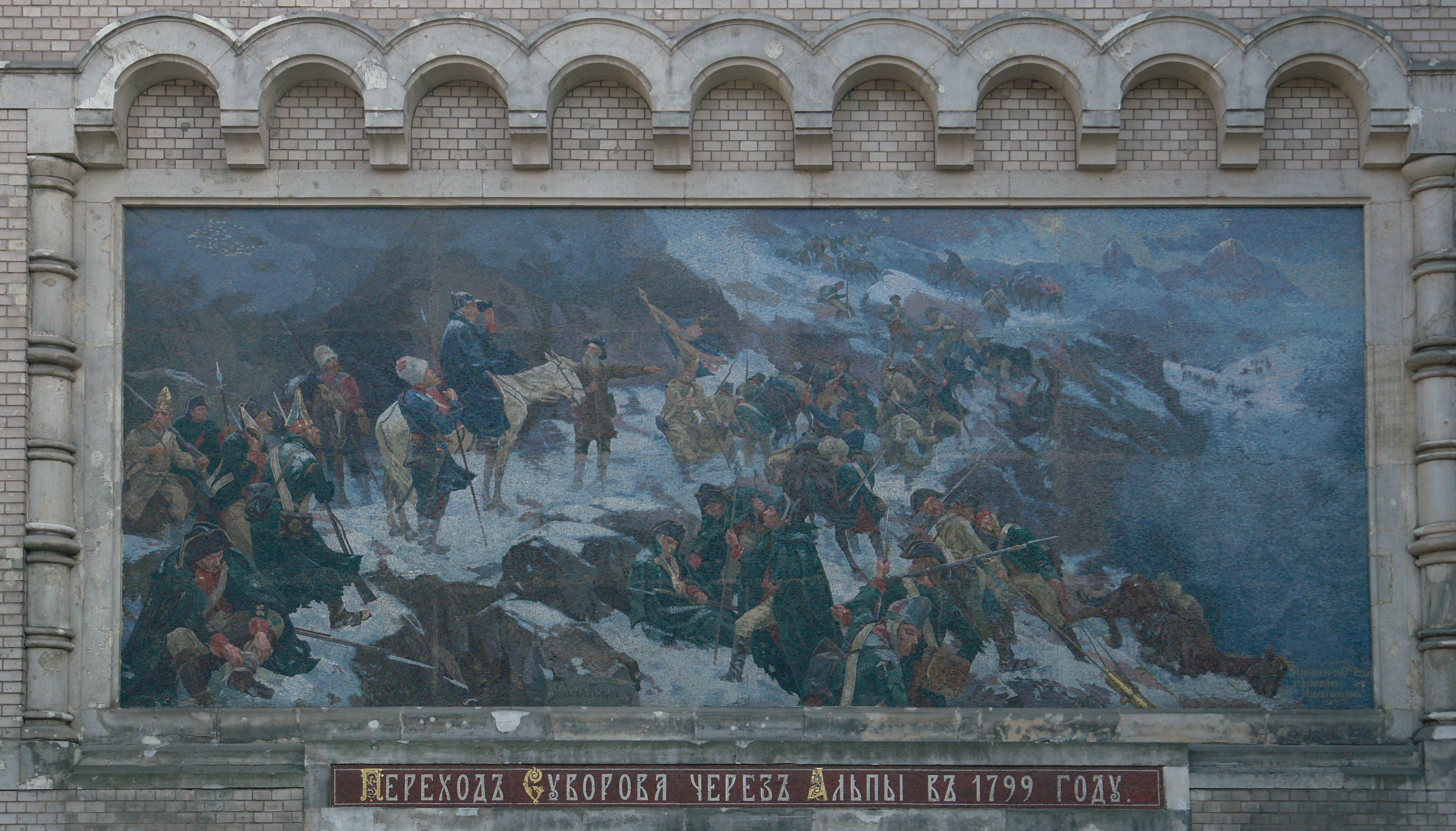
Mozaïek over trektocht door de Alpen.
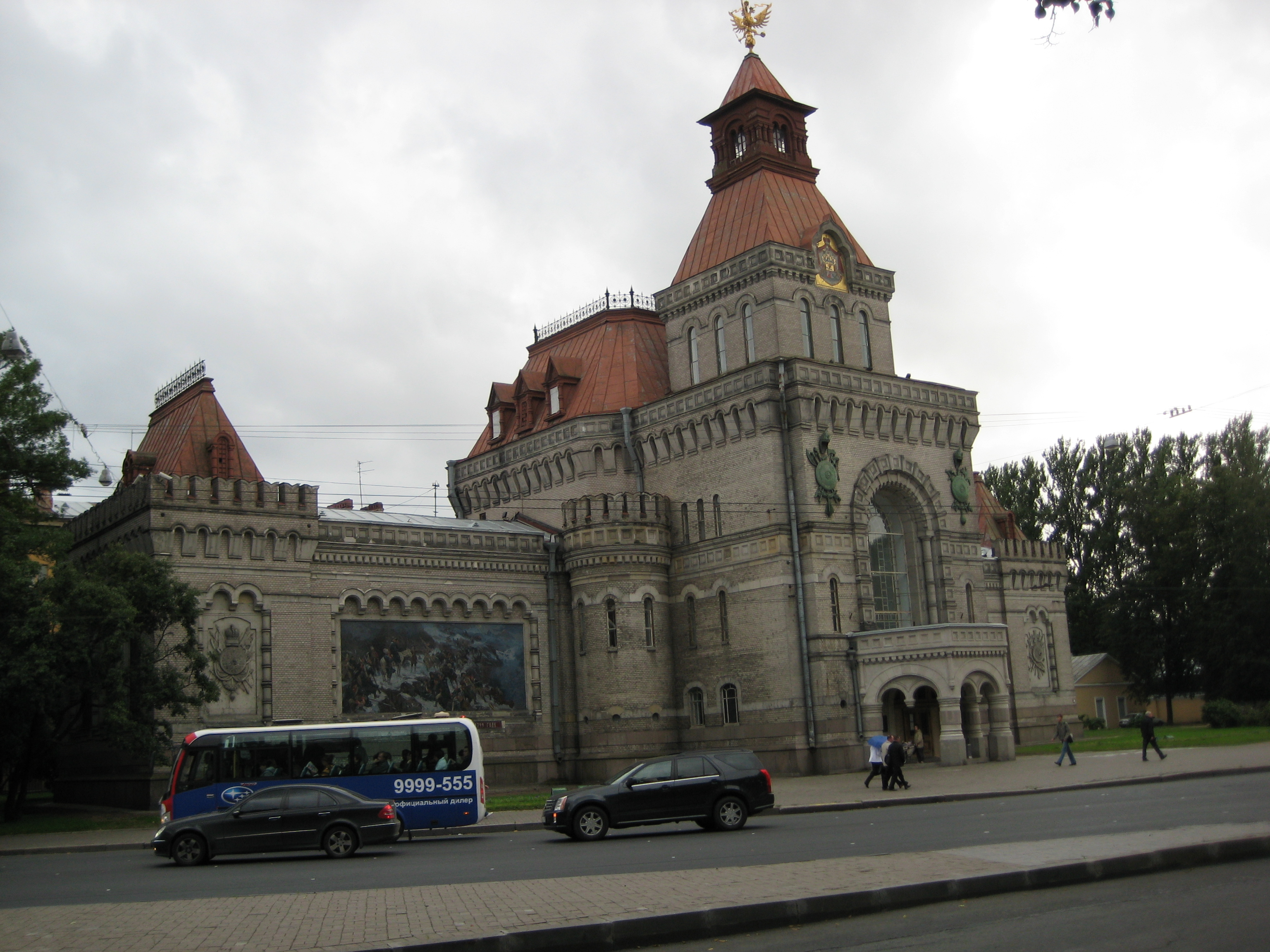
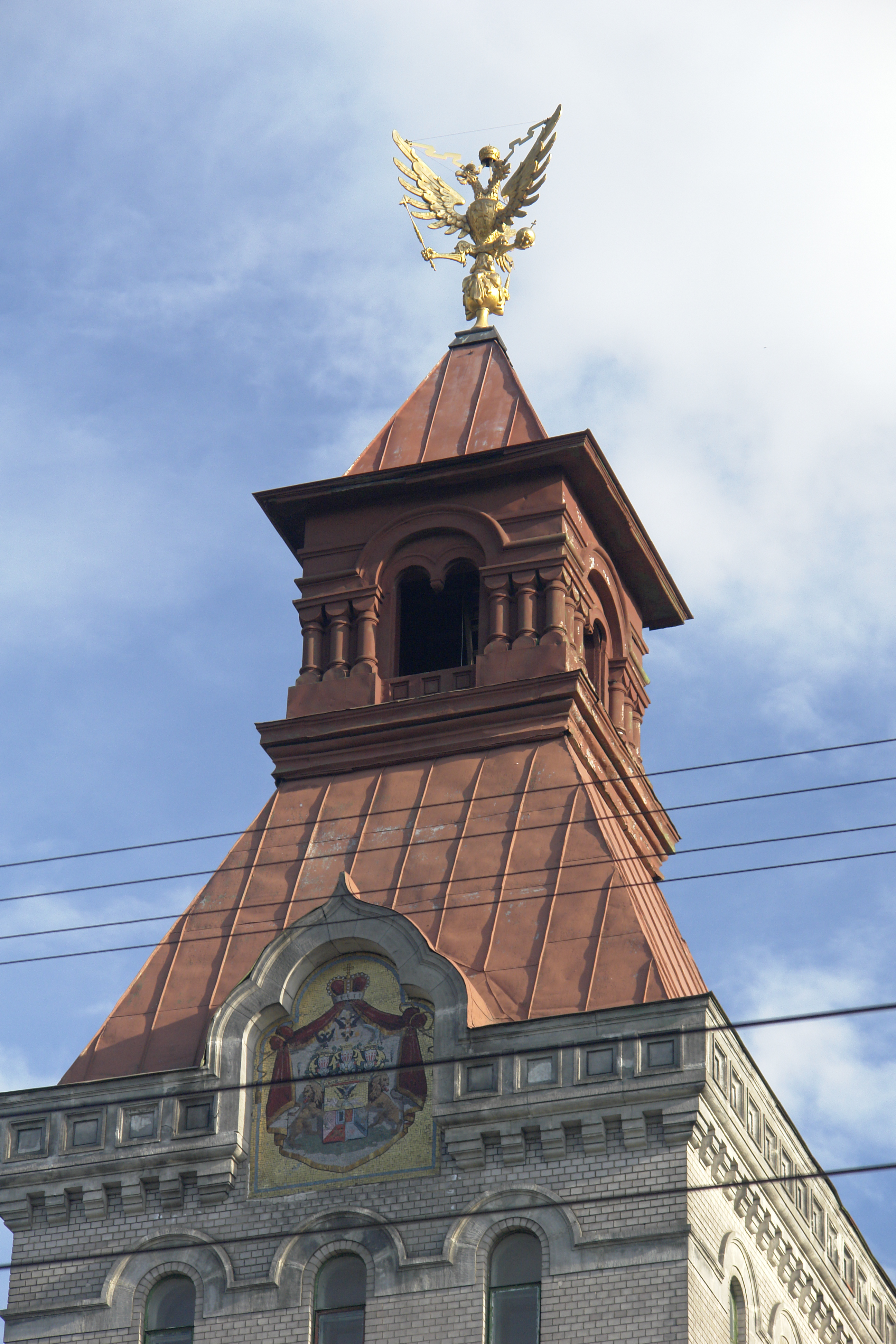
Toren met afbeelding van Soevorovs wapenschild.
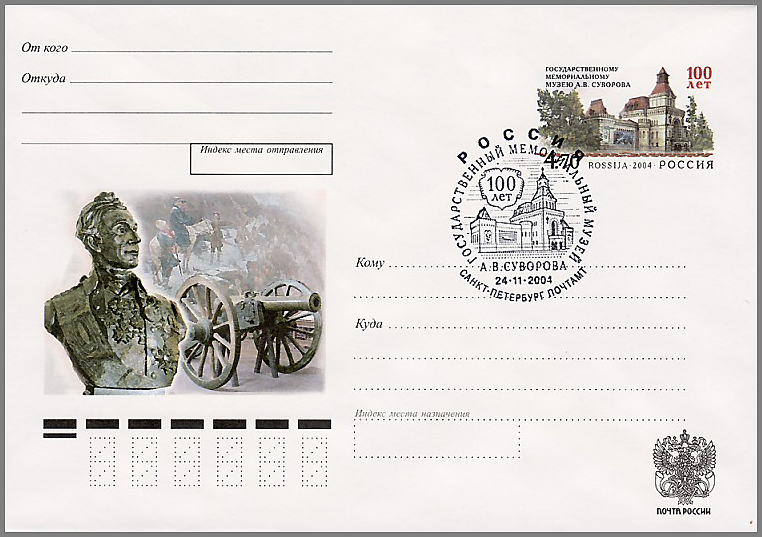
Envelop met stempel ter gelegenheid van het honderdjarig bestaan van het museum (2004).

- Library of Congress Control Number: n00035313
- Virtual International Authority File: 20146095291700372159